# Jednoliko ubrzano gibanje po pravcu
Jednoliko ubrzano gibanje po pravcu ili jednoliko ubrzano pravocrtno gibanje je gibanje po pravcu kod kojega se ubrzanje (akceleracija) ne mijenja, to jest to je gibanje stalnim (konstantnim) ubrzanjem. To znači da je pravo ubrzanje jednako srednjem (prosječnom) u bilo kojem vremenskom intervalu.
Posve isto značenje ima definicija da se kod jednoliko ubrzanog gibanja po pravcu brzina promijeni za jednake iznose u jednakim vremenskim razmacima (intervalima).
Uobičajeno je da se naziv "jednoliko ubrzano gibanje" odnosi i na slučaj kada tijelo doista ubrzava (povećava brzinu), kao i na slučaj kada tijelo usporava (smanjuje brzinu); no, kad se želi naglasiti da tijelo usporava, kaže se i jednoliko usporeno gibanje. Uobičajeno je (i korisno) rabiti iste formule (jednadžbe) u oba slučaja, s tim da se kod usporenoga za ubrzanje uvrštava negativan broj. Zbog takve upotrebe, neki autori koriste naziv jednoliko promjenjljivo gibanje umjesto općeg (dvosmislenog) naziva jednoliko ubrzano gibanje.
Jednoliko ubrzano gibanje po pravcu jedno je od najjednostavnijih primjera gibanja, na kojima učenici osnovnih i srednjih škola tek upoznaju veličine pomoću kojih se gibanje opisuje - znatno prije nego što će učiti na primjer o vektorima ili o derivacijama. Na toj razini znanja, i brzina i ubrzanje se opisuju kao skalarne veličine, što je opravdano zato što ne mijenjaju smjer.

## Skalarni opis
Kad se jednoliko ubrzano gibanje po pravcu tumači bez korištenja vektorskih veličina, kaže se da je ubrzanje promjena brzine u jedinici vremena, te da je pozitivno kada brzina raste a negativno kad se brzina umanjuje. Takve su definicije "operativno korektne" jer omogućuju točan izračun brzine i pređenog puta (za gibanje tijela na istu stranu). Budući da se u tome obliku i najviše koriste, opis gibanja u ovome članku počinje sa skalarnim pristupom.
Veličine koje opisuju gibanje su ubrzanje, brzina i pređeni put, te se kao funkcije vremena opisuju sljedećim formulama:
{\displaystyle a=konst.}
{\displaystyle v=a\cdot t+v_{0}}
{\displaystyle s={a \over 2}\cdot t^{2}+v_{0}t}
Tu je {\displaystyle \scriptstyle v_{0}} brzina u "početnom" trenutku {\displaystyle \scriptstyle t=0} (kaže se početna brzina); u najjednostavnijem slučaju ona je jednaka nuli (promatra se gibanje tijela od polaska), pa jednadžbe za brzinu i put nemaju desnog pribrojnika. Ubrzanje {\displaystyle \scriptstyle a} ne ovisi o vremenu nego je konstantno ("konst."), {\displaystyle \scriptstyle v} je brzina u trenutku {\displaystyle \scriptstyle t}, dok je {\displaystyle \scriptstyle s} put pređen od trenutka {\displaystyle \scriptstyle t=0} do trenutka {\displaystyle \scriptstyle t}.
Često se (na početnoj razini) kaže samo da je {\displaystyle \scriptstyle t} vrijeme, čime se podrazumijeva da je to vremenski interval (detaljnije obrazloženje u članku vrijeme). Tada je {\displaystyle \scriptstyle v_{0}} brzina na početku toga "vremenskog intervala {\displaystyle \scriptstyle t}", dok je {\displaystyle \scriptstyle v} brzina postignuta na kraju vremenskog intervala, te {\displaystyle \scriptstyle s} put pređen tijekom toga vremenskog intervala.
Ponekad se u jednadžbi za put na desnoj strani dodaje treći pribrojnik {\displaystyle \scriptstyle s_{0}}. On se opisuje kao put pređen prije početnog trenutka (odnosno, prije početka promatranog intervala), računajući od nekog "početnog položaja". Takav dodatak je puno jasniji (i opravdaniji) u vektorskom opisu gibanja (dolje).

### Izvedene formule
Gornje formule za brzinu i put mogu se, naravno, preoblikovati tako da se na lijevu stranu "izvuče" bilo koja veličina s desne strane; no, takve elementarne manipulacije pojedine jednadžbe nema smisla nabrajati u ovakvom tekstu (npr. ako je početna brzina jednaka nuli, onda se ubrzanje može dobiti iz brzine kao {\displaystyle \scriptstyle a=v/t}). Ovdje se navode samo dvije korisne formule koje su manje očigledne:
{\displaystyle v^{2}-{v_{0}}^{2}=2\cdot a\cdot s}
{\displaystyle s={{v_{0}+v} \over 2}\,\cdot t}
Prva jednadžba dobiva se kombinacijom i eliminiranjem vremena iz prethodnih jednadžbi za brzinu i put. Njezin jednostavniji i poznatiji oblik (ali manje općenit), dobiva se za slučaj da nema početne brzine, {\displaystyle \scriptstyle v={\sqrt {2as}}}, još poznatiji oblik je onaj za slobodni pad s visine {\displaystyle \scriptstyle h}, gdje je {\displaystyle \scriptstyle v={\sqrt {2gh}}}.
U drugoj formuli sadržana je tvrdnja da je {\displaystyle \scriptstyle v_{pr}={{v_{0}+v} \over 2}} prosječna ili srednja brzina kod jedniliko ubrzanog gibanja, jer je po definiciji prosječna brzina ona brzina pomoću koje se put računa običnim množenjem s vremenom (vremenskim intervalom), {\displaystyle \scriptstyle s=v_{pr}t}.
Ova jednadžba za pređeni put, i ona početna (koja koristi ubrzanje), lako se dobiju jedna iz druge uz pomoć početne jednadžbe za brzinu. Početnu jednadžbu za brzinu (pomoću ubrzanja i vremena) nije teško razumjeti (dokazati): jer konstantno ubrzanje opisuje promjenu brzine u jedinici vremena (sekundi), ukupna promjena brzine dobije se tako da se ubrzanje pomnoži s ukupnim proteklim vremenom (a onda se na tu promjenu dodaje početna brzina). Međutim, početnu bi jednadžbu za pređeni put matematički korektno trebalo dokazivati pomoću integrala. Umjesto toga, može se provesti "intuitivni dokaz" pomoću prosječne brzine. Naime, jer brzina jednoliko raste (za jednaki iznos u svakoj sekundi), jasno je da njezin prosječni iznos mora biti onaj koji ima u sredini promatranog vremenskog intervala (koliko je prije manja, toliko je poslije veća). Taj je iznos jednak {\displaystyle \scriptstyle v_{pr}=v_{0}+a{t \over 2}=v_{0}+{{v-v_{0}} \over 2}={{v_{0}+v} \over 2}}. Na taj način, jednadžba za pređeni put pomoću prosječne brzine može poslužiti kao dokaz jednadžbe pomoću ubrzanja i kvadrata vremena.

## Vektorski opis
U konceptualno korektnom opisu gibanja po pravcu, ubrzanje je vektor koji ne može biti niti pozitivan niti negativan; a skalar koji se koristi u gornjim formulama je skalarna tangencijalna komponenta ubrzanja {\displaystyle \scriptstyle a_{t}}, jer na pravcu nema normalnog ubrzanja pa je (koristeći jedinični vektor {\displaystyle \scriptstyle {\vec {u}}_{t}} u smjeru brzine):
{\displaystyle {\vec {a}}={\vec {a}}_{t}=a_{t}\cdot {\vec {u}}_{t}}.
Nije, međutim, uobičajeno pisati jednadžbe za jednoliko ubrzano gibanje po pravcu pomoću {\displaystyle \scriptstyle a_{t}}. Tako se obično pišu jednadžbe za jednoliko ubrzano gibanje po krivulji (uključujući i kružnicu), gdje postoji i normalno ubrzanje, pa izrazi za brzinu i put imaju isti oblik kao na pravcu, samo treba upisati {\displaystyle \scriptstyle a_{t}} umjesto {\displaystyle \scriptstyle a}.
Kod gibanja po pravcu uobičajeno je pravac "pretvoriti" u koordinatnu os Kartezijevog sustava, na primjer u os "x" (treba samo odabrati gdje je ishodište {\displaystyle \scriptstyle x=0} te na koju stranu je pozitivni smjer osi). Brzina i ubrzanje su vektori paralelni s pravcem (to jest s osi "x"), a umjesto njihovih iznosa u jednadžbama se koriste njihove skalarne komponente {\displaystyle \scriptstyle v_{x}} odnosno {\displaystyle \scriptstyle a_{x}} (brojevi istoga iznosa ali negativni kada je vektor u suprotnom smjeru od koordinatne osi). Time se jednoznačno određuje smjer brzine i ubrzanja u odnosu na "pozitivni" smjer pravca, pa se omogućuje i opis gibanja kod kojega brzina promijeni smjer u suprotni (tijelo se zaustavi i krene u suprotnom smjeru, kao kod dolje opisanoga vertikalnog hitca). Tako se dobivaju formule:
{\displaystyle v_{x}=a_{x}\cdot t+v_{0x}}
{\displaystyle x={a_{x} \over 2}\cdot t^{2}+v_{0x}\cdot t+x_{0}}
Važno je uočiti da se tu, umjesto pređenog puta {\displaystyle \scriptstyle s}, pojavljuje položaj {\displaystyle \scriptstyle x}, to jest koordinata na osi "x". Kad se tijelo giba u pozitivnom smjeru, koordinata {\displaystyle \scriptstyle x} raste, a u negativnom smjeru se smanjuje. Pritom je {\displaystyle \scriptstyle x_{0}} koordinata (položaj) tijela u trenutku {\displaystyle \scriptstyle t=0} (početni položaj). A prijeđeni put može se računati kao {\displaystyle \scriptstyle s=x-x_{0}} sve dok se tijelo giba na istu stranu. Ako se krene vraćati, mora se put računati posebno za gibanje na jednu stranu, a posebno na drugu stranu. (To jednako vrijedi i u prvoj jednadžbi za put {\displaystyle \scriptstyle s} na početku članka, jer ona ima isti oblik; samo što to tamo nije očigledno/jasno, pa je jednostavnije reći da te prvotne jednadžbe vrijede "za gibanje na istu stranu").

### Primjer: Slobodni pad
Slobodni pad je gibanje tijela isključivo pod utjecajem sile teže. Zakonitosti slobodnoga pada prvi je proučavao Galileo Galilei, te ustanovio da je prijeđeni put s proporcionalan kvadratu protekloga vremena t, a brzina v jednoliko raste s proteklim vremenom, te da gibanje ne ovisi o masi tijela koje pada. Na temelju Newtonovih jednadžbi gibanja i teorije gravitacije te se proporcionalnosti izražavaju jednadžbama:
{\displaystyle s={\frac {g}{2}}\cdot t^{2}}
{\displaystyle v=g\cdot t}
gdje je: g - ubrzanje sile teže koje na Zemlji iznosi prosječno 9,8066 m/s² i mijenja se ovisno o položaju na površini Zemlje zbog njezina oblika (geoid), vrtnje (centrifugalna sila) i rasporeda mase (kopno–more). Na Mjesecu je površinsko gravitacijsko ubrzanje oko šest puta manje, a na Marsu tri puta. Te jednadžbe ne uzimaju u obzir otpor zraka pa striktno vrijede samo za slobodni pad u vakuumu, na primjer u vakumiranoj cijevi ili na svemirskim letjelicama bez atmosfere. Iz navedenih jednadžbi moguće je uklanjanjem veličine t dobiti treću jednadžbu za slobodni pad:
{\displaystyle v={\sqrt {2\cdot g\cdot s}}}
koja daje vrijednost brzine u pojedinim točkama prijeđenoga puta.